# Artemisia gypsacea
Artemisia gypsacea là một loài thực vật có hoa trong họ Cúc. Loài này được Krasch., Popov & Lincz. ex Poljakov mô tả khoa học đầu tiên năm 1954.